# Zorivka, Novomîkolaiivka
Zorivka (în ucraineană Зорівка) este un sat în comuna Samiilivka din raionul Novomîkolaiivka, regiunea Zaporijjea, Ucraina.

## Demografie
Componența lingvistică a localității Zorivka
     Ucraineană (98,55%)
     Rusă (1,45%)
Conform recensământului din 2001, majoritatea populației localității Zorivka era vorbitoare de ucraineană (98,55%), existând în minoritate și vorbitori de rusă (1,45%).